# Warner Bros. Water Tower
De Warner Bros. Water Tower is een historische watertoren op het terrein van Warner Bros. Studios in Burbank, Californië. De toren is daar gebouwd in 1927, de toren is zo'n 30 meter hoog. De toren heeft een opslagcapaciteit van 100.000 gallons, zo'n 380.000 liter, alhoewel er geen water meer in wordt opgeslagen. Het is nu voornamelijk nog een icoon van het bedrijf.
Voorheen stond de toren naast de Warner Bros. Fire Department, maar is verhuisd na de aardbeving in Long Beach van 1933, na het besef dat als de toren was omgevallen dit de brandweerkazerne had beschadigd, en daardoor zou de hulpverlening bij zo'n ramp enorm gehinderd zijn. Watertorens zoals deze waren een vrij gewoon kenmerk toentertijd op de studio's van Hollywood, zij diende als noodvoorziening in het geval er een brand ontstond. Soortgelijke watertorens kunnen gevonden worden op de Walt Disney Studios, Studio's van Paramount Pictures, Sony Pictures Studios (op voormalig terrein van MGM).
De toren verscheen in een aantal producties van de maatschappij. In de animatieserie de Animaniacs, waarin een kleurrijke WB-toren de woonplaats is van de gebroeders en zuster Warner, Yakko, Wakko en Dot. De serie draaide vanaf de jaren 30 tot aan jaren 90 van de vorige eeuw. De WB Water Tower is ook te vinden in de naam en het logo van het platenlabel van Warner Bros., WaterTower Music.
Een op de watertoren uit Burbank geïnspireerde watertoren is te zien bij de ingang van het Warner Bros. Worldattractiepark in Abu Dhabi, VAE.

## Galerij

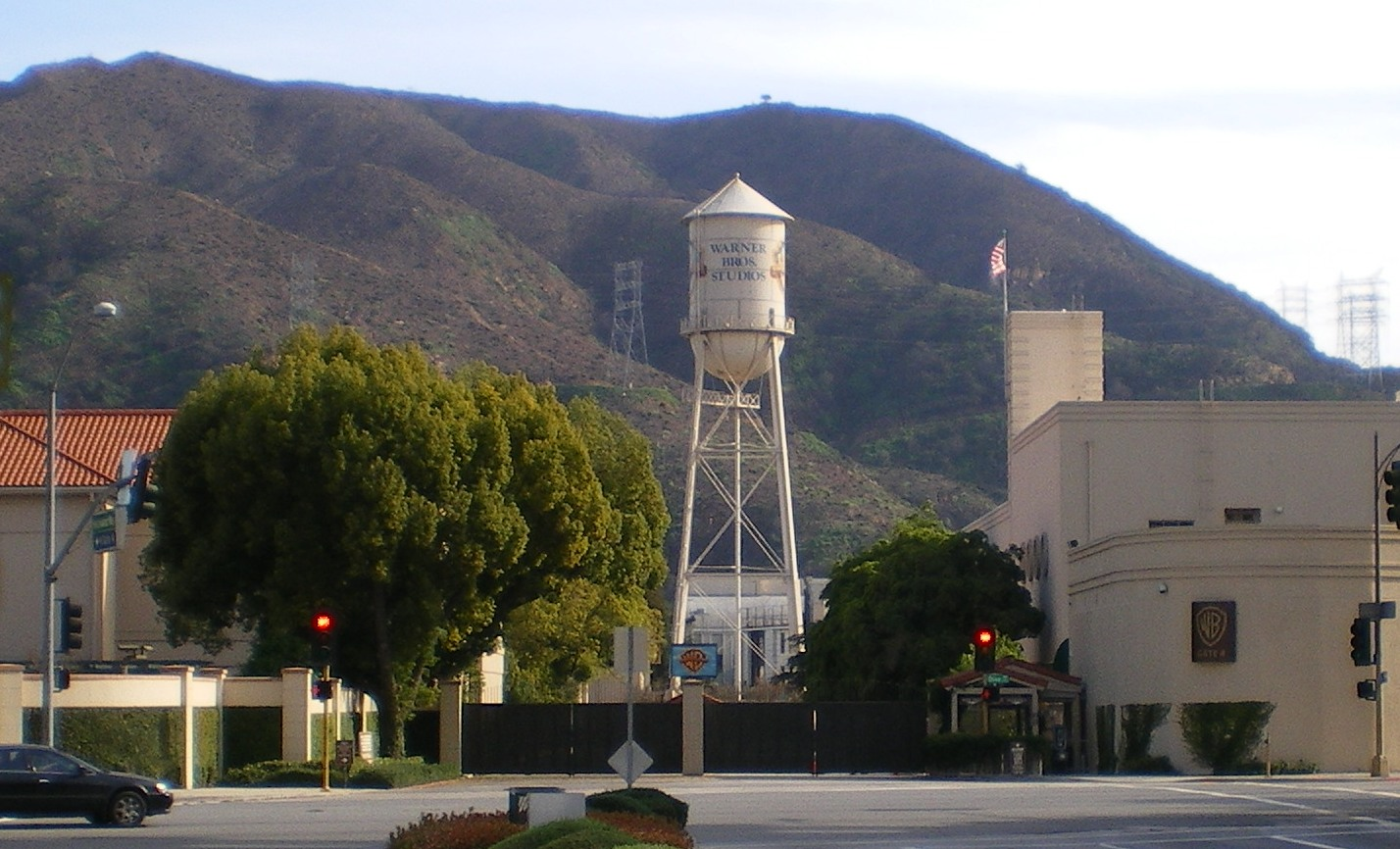
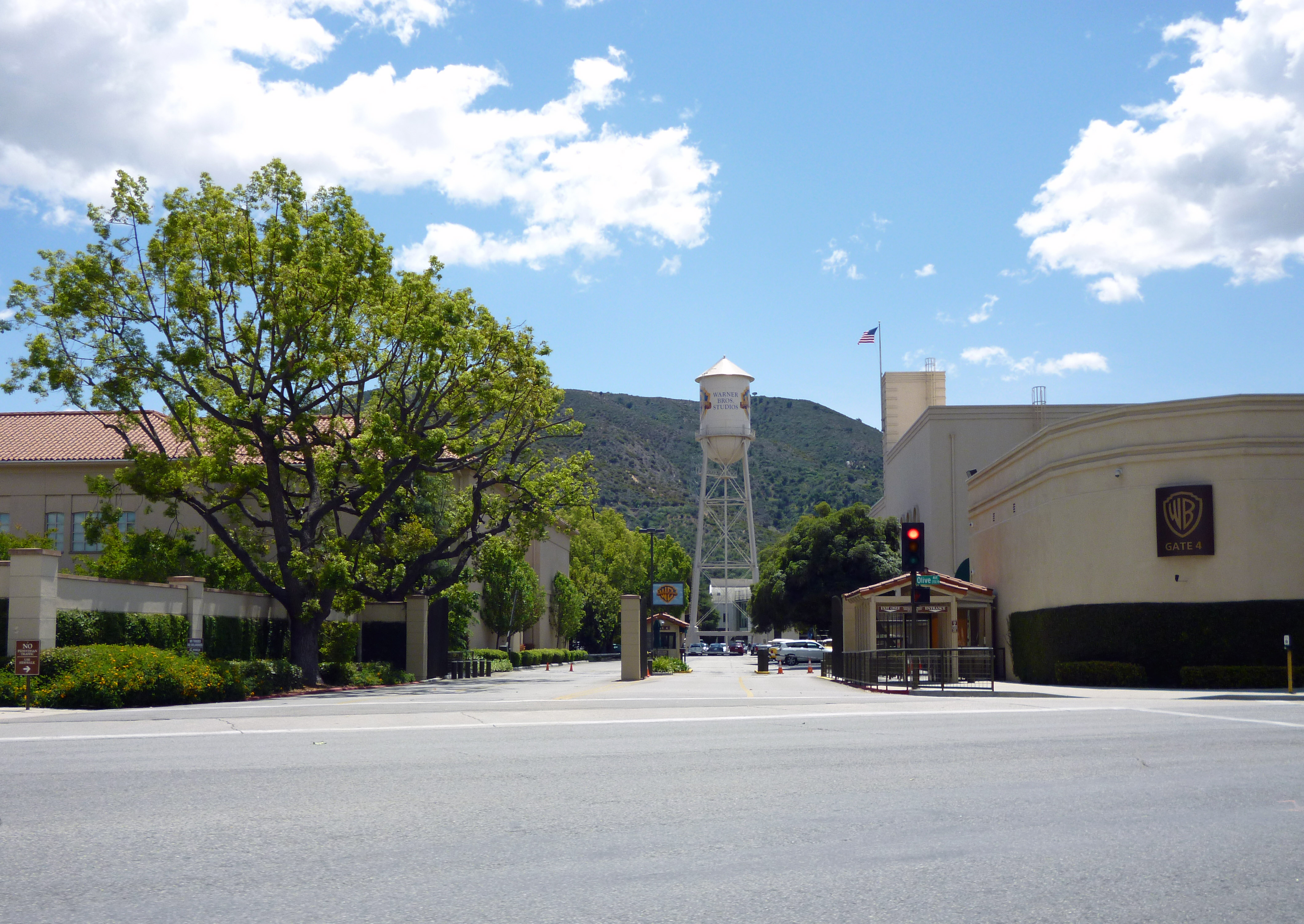
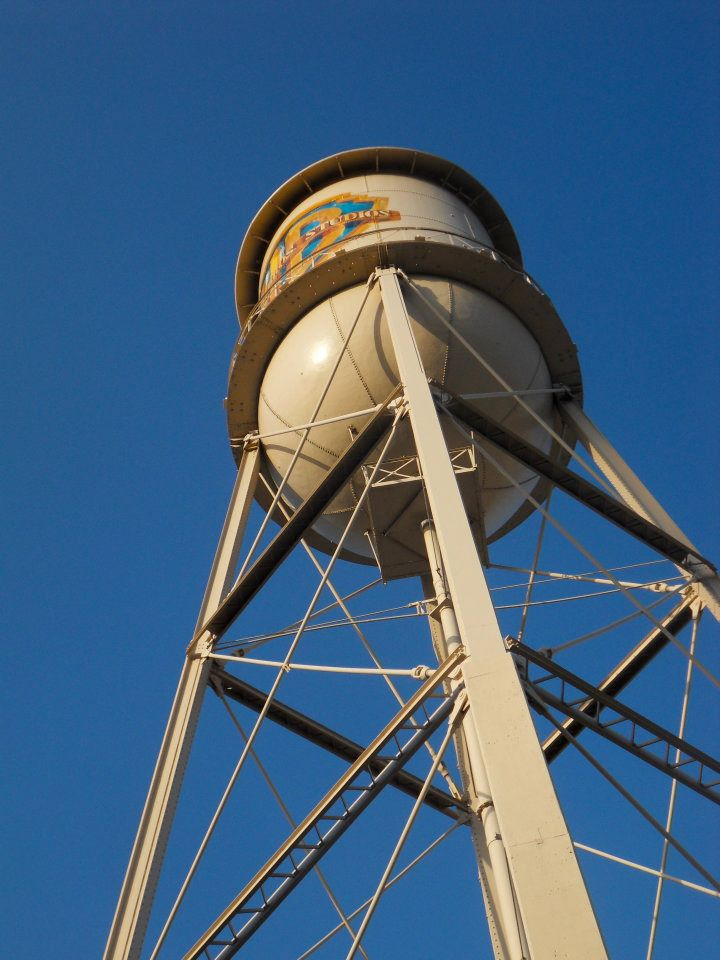
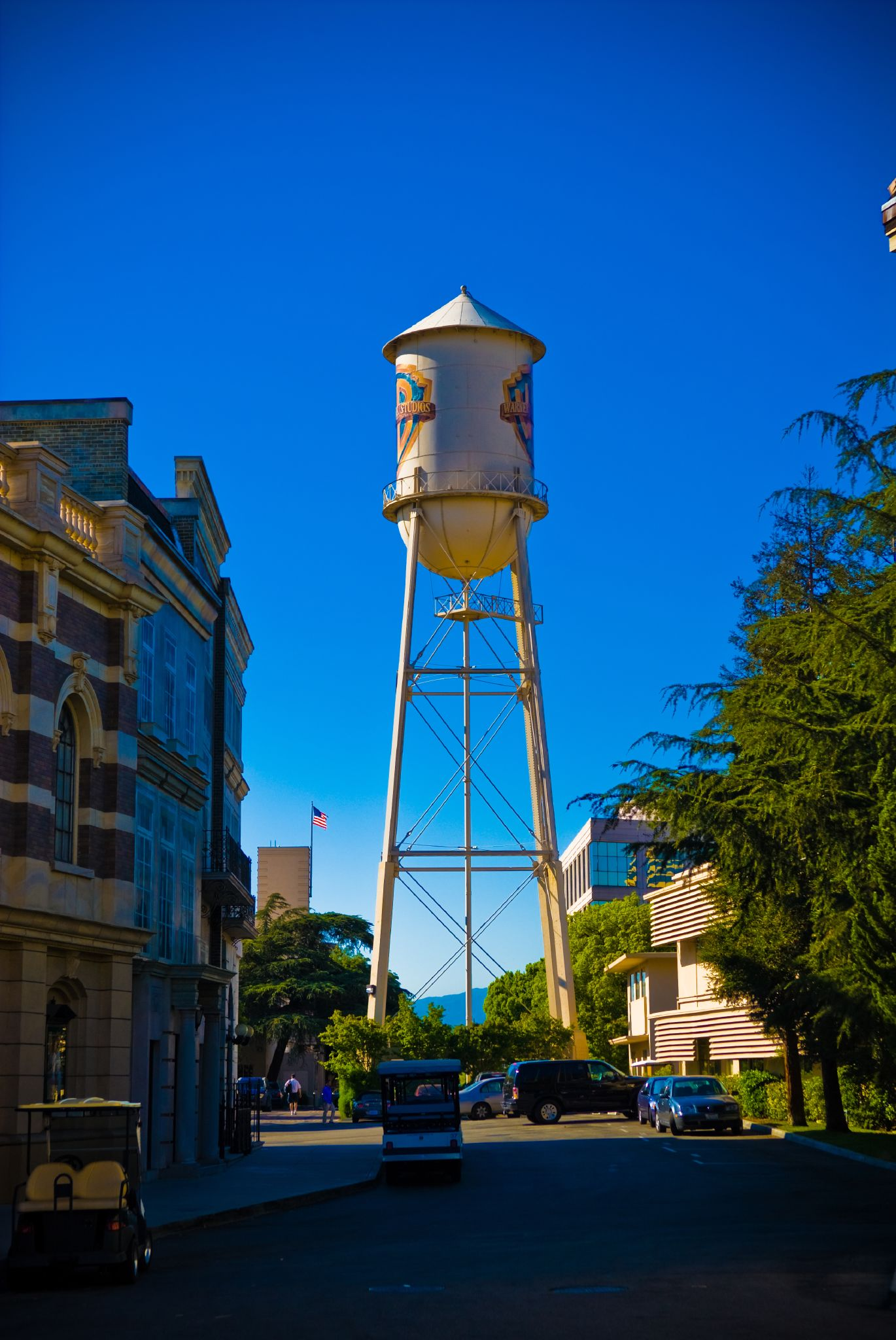